# 46.ª edición de los Premios Óscar
La 46.ª edición de los Óscar premió a las mejores películas de 1973. Organizada por la Academia de Artes y Ciencias Cinematográficas, tuvo lugar en el Dorothy Chandler Pavilion de Los Ángeles el 2 de abril de 1974. La ceremonia fue presentada por los actores John Huston, Diana Ross, Burt Reynolds y David Niven.
Esta ceremonia es recordada por el streaking del artista Robert Opel, que cruzó el escenario haciendo el signo de la paz con su mano. Ante la atónita mirada de David Niven que dijo a continuación, "¿No es fascinante pensar que probablemente la única risa que el hombre obtendrá en su vida es despojándose y mostrando sus defectos?".

## Ganadores y nominados

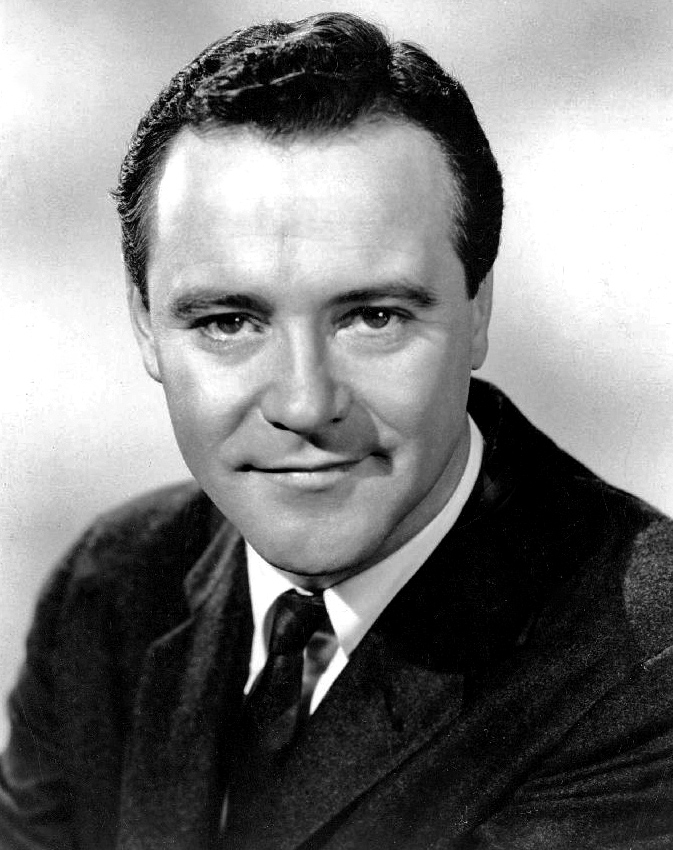
Jack Lemmon, ganador como Mejor actor.

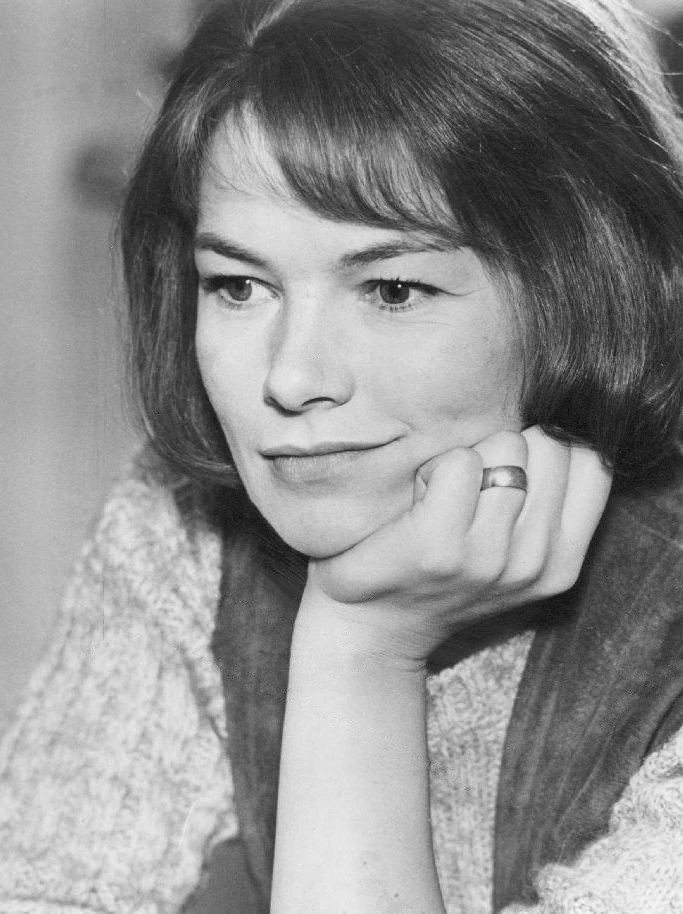
Glenda Jackson, ganadora como Mejor actriz.

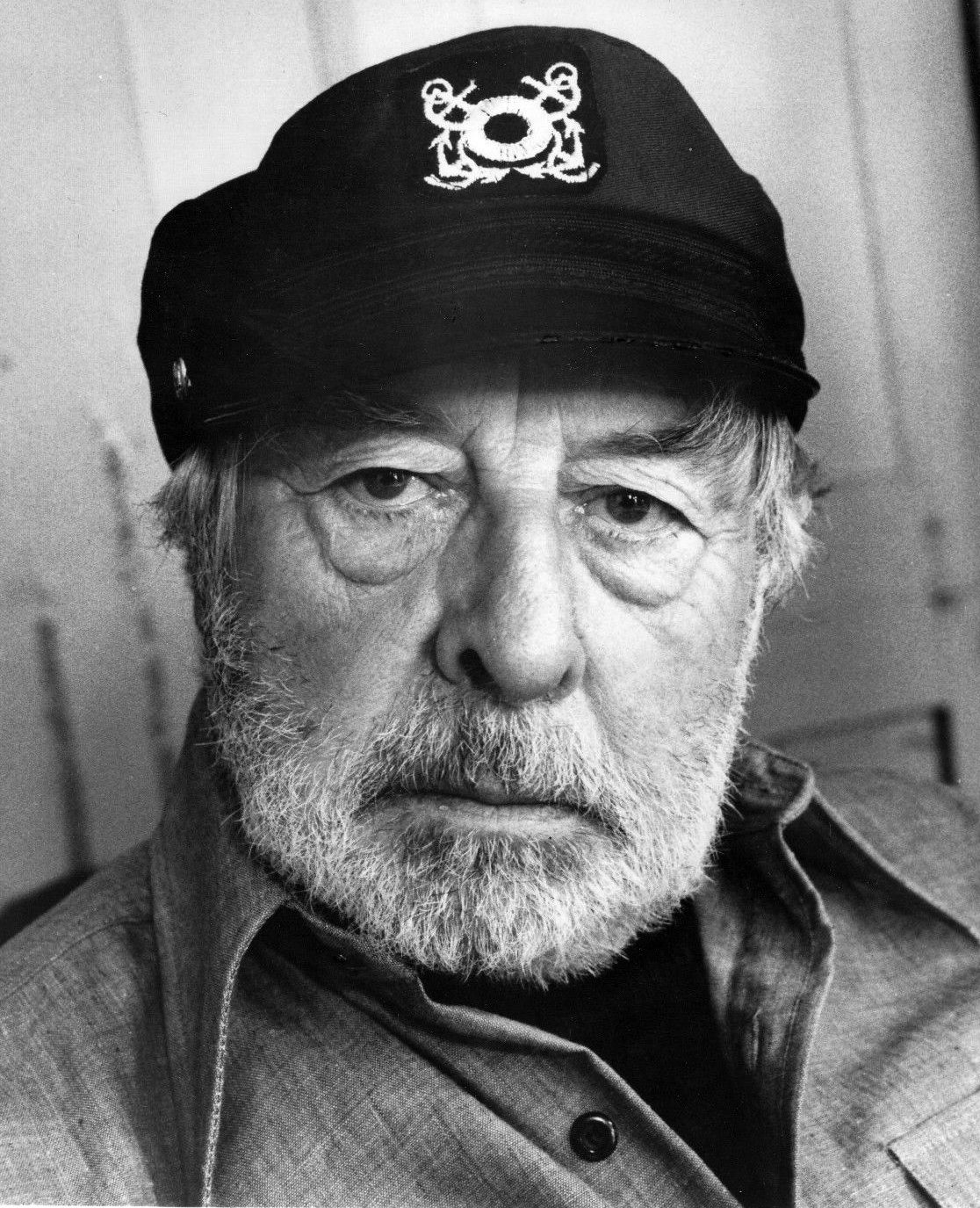
John Houseman, ganador como Mejor actor de reparto.

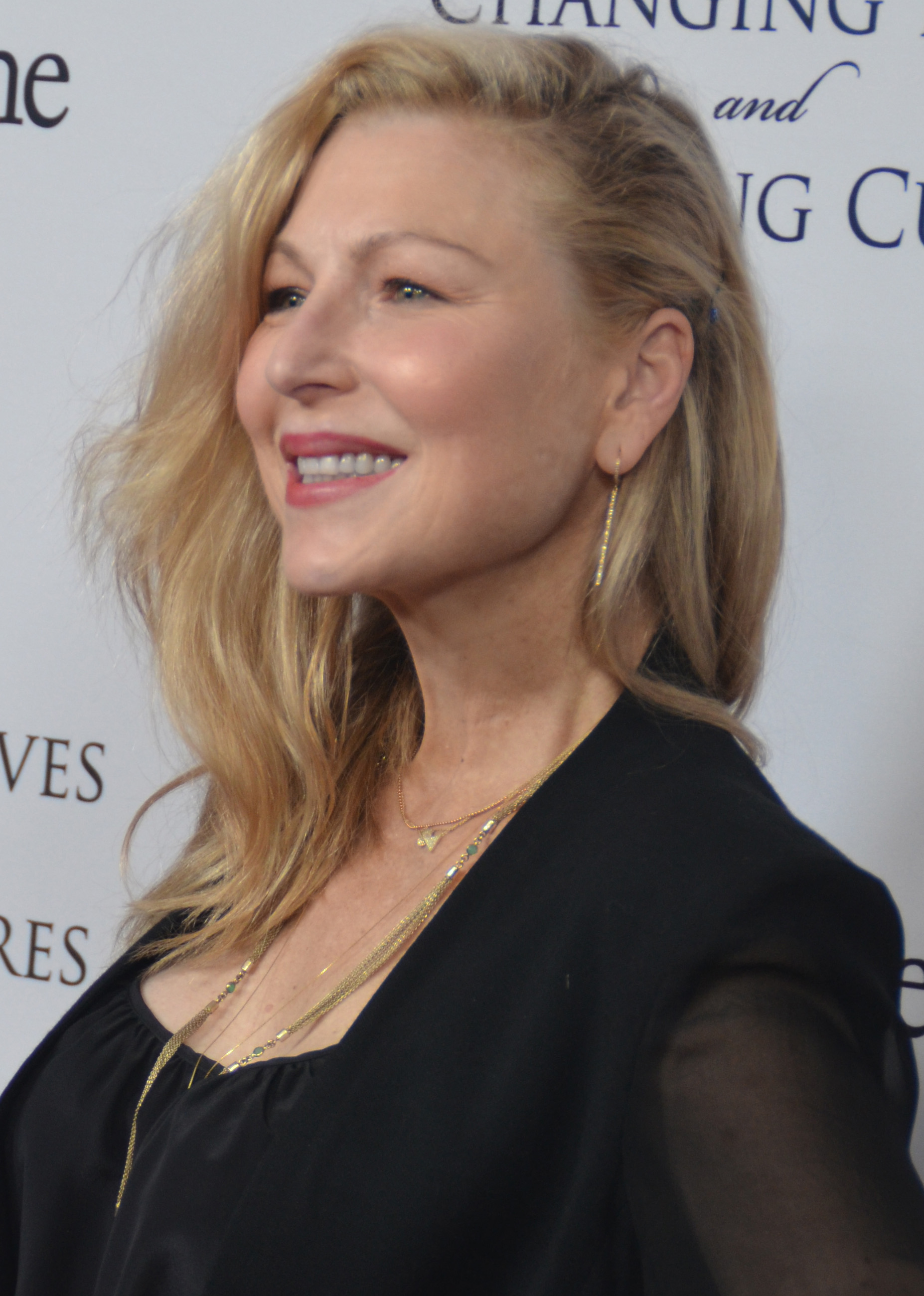
Tatum O'Neal, ganadora como Mejor actriz de reparto.

Indica el ganador dentro de cada categoría.
| Mejor película Presentado por: Elizabeth Taylor The Sting (El golpe) — Tony Bill, Julia Phillips y Michael Phillips, productores - American Graffiti — Francis Ford Coppola, productor; Gary Kurtz, coproductor - Viskningar och rop (Gritos y susurros) — Ingmar Bergman, productor - The exorcist (El exorcista) — William Peter Blatty, productor - A Touch of Class (Un toque de distinción) — Melvin Frank, productor | Mejor dirección Presentado por: Shirley MacLaine y Walter Matthau George Roy Hill — The Sting (El golpe) - Ingmar Bergman — Viskningar och rop (Gritos y susurros) - Bernardo Bertolucci — Ultimo tango a Parigi (El último tango en París) - George Lucas — American Graffiti - William Friedkin — The exorcist (El exorcista) |
| Mejor actor Presentado por: Liza Minnelli y Gregory Peck Jack Lemmon — Save the Tiger (Salvad al tigre) - Marlon Brando — Ultimo tango a Parigi (El último tango en París) - Jack Nicholson — The Last Detail (El último deber) - Al Pacino — Serpico - Robert Redford — The Sting (El golpe) | Mejor actriz Presentado por: Susan Hayward y Charlton Heston Glenda Jackson — A Touch of Class (Un toque de distinción) - Ellen Burstyn — The exorcist (El exorcista) - Marsha Mason — Cinderella Liberty (Permiso para amar hasta medianoche) - Barbra Streisand — The way we were (Tal como éramos) - Joanne Woodward — Summer Wishes, Winter Dreams (Deseos de verano, sueños de invierno)                                                                       |
| Mejor actor de reparto Presentado por: Ernest Borgnine y Cybill Shepherd John Houseman — The Paper Chase (Vida de un estudiante) - Vincent Gardenia — Bang the Drum Slowly (Muerte de un jugador) - Jack Gilford — Save the Tiger (Salvad al tigre) - Jason Miller — The exorcist (El exorcista) - Randy Quaid — The Last Detail (El último deber) | Mejor actriz de reparto Presentado por: Charles Bronson y Jill Ireland Tatum O'Neal — Paper Moon (Luna de papel) - Linda Blair — The exorcist (El exorcista) - Candy Clark — American Graffiti - Madeline Kahn — Paper Moon (Luna de papel) - Sylvia Sidney — Summer Wishes, Winter Dreams (Deseos de verano, sueños de invierno) |
| Mejor argumento y guion basados en material no previamente publicado o producido Presentado por: Marsha Mason y Neil Simon The Sting (El golpe) — David Ward - American Graffiti — George Lucas, Gloria Katz y Willard Huyck - Viskningar och rop (Gritos y susurros) — Ingmar Bergman - Save the Tiger (Salvad al tigre) — Steve Shagan - A Touch of Class (Un toque de distinción) — Melvin Frank y Jack Rose | Mejor guion basado en material de otro medio Presentado por: Angie Dickinson y Jason Miller The exorcist (El exorcista) — William Peter Blatty - Paper Moon (Luna de papel) — Alvin Sargent - The Last Detail (El último deber) — Robert Towne - Serpico — Waldo Salt y Norman Wexler - The Paper Chase (Vida de un estudiante) — James Bridges |
| Mejor cortometraje Presentado por: Linda Blair y Billy Dee Williams The Bolero — Allan Miller y William Fertik - Clockmaker — Richard Gayer - Life Times Nine — Pen Densham y John Watson | Mejor cortometraje animado Presentado por: Linda Blair y Billy Dee Williams Frank Film — Frank Mouris - The Legend of John Henry — Nick Bosustow y David Adams - Pulcinella — Emanuele Luzzati y Guilo Gianini |
| Mejor documental largo Presentado por: James Caan y Raquel Welch The Great American Cowboy — Kieth Merrill - Always a New Beginning — John D. Goodell - Battle of Berlin (Schlacht um Berlin) — Franz Baake y Jost von Morr - Journey to the Outer Limits — Alexander Grasshoff - Walls of Fire — Herbert Kline y Edmund Penney | Mejor documental corto Presentado por: James Caan y Raquel Welch Princeton: A Search for Answers – Julian Krainin y DeWitt L. Sage Jr. - Background - Carmen D'Avino - Christo's Valley Curtain - Louis Marcus - Four Stones for Kanemitsu - Albert y David Maysles - Paisti ag obair - Terry Sanders y June Wayne |
| Mejor película de habla no inglesa Presentado por: Yul Brynner La Nuit américaine (La noche americana), de François Truffaut ( Francia) - Ha-Bayit Berechov Chelouche (La casa en la calle Chelouche), de Moshé Mizrahi (Israel) - Turks fruit (Delicias turcas), de Paul Verhoeven (Holanda) - L'Invitation (La invitación), de Claude Goretta (Suiza) - Der Fußgänger (El peatón), de Maximilian Schell (RFA) | Mejor montaje Presentado por: Richard Benjamin y Paula Prentiss The Sting (El golpe) — William Reynolds - American Graffiti — Verna Fields y Marcia Lucas - The exorcist (El exorcista) — Jordan Leondopoulos, Bud Smith, Evan Lottman y Norman Gay - Chacal — Ralph Kemplen - Juan Salvador Gaviota — Frank Keller y James Galloway |
| Mejor banda sonora dramática original Presentado por: Cher y Henry Mancini The way we were (Tal como éramos) — Marvin Hamlisch - The Day of the Dolphin (El día del delfín) — Georges Delerue - A Touch of Class (Un toque de distinción) — John Cameron - Cinderella Liberty (Permiso para amar hasta medianoche) — John Williams - Papillon — Jerry Goldsmith | Mejor orquestación: coro original y adaptación -u- orquestación: adaptación Presentado por: Donald O'Connor y Debbie Reynolds The Sting (El golpe) — Marvin Hamlisch - Tom Sawyer (Las aventuras de Tom Sawyer) — Richard M. Sherman, Robert B. Sherman y John Williams - Jesucristo Superstar — André Previn, Herbert W. Spencer y Andrew Lloyd Webber |
| Mejor canción original Presentado por: Ann-Margret y Burt Bacharach «The Way We Were» de The way we were (Tal como éramos); compuesta por Marvin Hamlisch, Alan Bergman y Marilyn Bergman - «All That Love Went to Waste» de A Touch of Class (Un toque de distinción); compuesta por George Barrie y Sammy Cahn - «Love» de Robin Hood; compuesta por George Bruns y Floyd Huddleston - «Nice to Be Around» de Cinderella Liberty (Permiso para amar hasta medianoche); compuesta por John Williams y Paul Williams - «Live and Let Die» de Live and let die (Vive y deja morir); compuesta por Paul McCartney y Linda McCartney | Mejor sonido Presentado por: Candice Bergen y Marcel Marceau The exorcist (El exorcista) — Robert Knudson y Chris Newman - The Day of the Dolphin (El día del delfín) — Richard Portman Lawrence Jost - The Sting (El golpe) — Ronald Pierce y Robert Bertrand - Paper Moon (Luna de papel) — Richard Portman y Les Fresholtz - The Paper Chase (Vida de un estudiante) — Donald Mitchell y Lawrence Jost                                                           |
| Mejor fotografía Presentado por: Peter Lawford y Cicely Tyson Viskningar och rop (Gritos y susurros) — Sven Nykvist - The exorcist (El exorcista) — Owen Roizman - The Sting (El golpe) — Robert Surtees - Juan Salvador Gaviota — Jack Couffer - The way we were (Tal como éramos) — Harry Stradling | Mejor dirección de arte Presentado por: Sylvia Sidney y Paul Winfield The Sting (El golpe) — Henry Bumstead y James Payne - Tom Sawyer (Las aventuras de Tom Sawyer) — Philip Jefferies y Robert de Vestel - The exorcist (El exorcista) — Bill Malley y Jerry Wunderlich - Fratello Sole, sorella Luna (Hermano Sol, Hermana Luna) — Lorenzo Mongiardino, Gianni Quaranta y Carmelo Patrono - The way we were (Tal como éramos) — Stephen Grimes y William Kiernan |
| Mejor diseño de vestuario Presentado por: Peter Falk y Twiggy The Sting (El golpe) — Edith Head - Tom Sawyer (Las aventuras de Tom Sawyer) — Don Feld - Viskningar och rop (Gritos y susurros) — Marik Vos - Ludwig II (Luis II de Baviera) — Piero Tosi - The way we were (Tal como éramos) — Dorothy Jeakins y Moss Marbry | |

### Óscar honorífico
- Henri Langlois, por su larga devoción al cine y su contribución a la preservación de su pasado.
- Groucho Marx, en reconocimiento de su brillante creatividad.

## Premios y nominaciones múltiples
| Película                                                            | Nominaciones | Premios |
| ------------------------------------------------------------------- | ------------ | ------- |
| The sting (El golpe)                                                | 10           | 7       |
| The exorcist (El exorcista)                                         | 10           | 2       |
| The way we were (Tal como éramos)                                   | 6            | 2       |
| Viskningar och rop (Gritos y susurros)                              | 5            | 1       |
| A Touch of Class (Un toque de distinción)                           | 5            | 1       |
| Paper Moon (Luna de papel)                                          | 4            | 1       |
| Save the Tiger (Salvad al tigre)                                    | 3            | 1       |
| The Paper Chase (Vida de un estudiante)                             | 3            | 1       |
| American Graffiti                                                   | 5            | 0       |
| Tom Sawyer (Las aventuras de Tom Sawyer)                            | 3            | 0       |
| The Last Detail (El último deber)                                   | 3            | 0       |
| Cinderella Liberty (Permiso para amar hasta medianoche)             | 3            | 0       |
| Summer Wishes, Winter Dreams (Deseos de verano, sueños de invierno) | 2            | 0       |
| The Day of the Dolphin (El día del delfín)                          | 2            | 0       |
| Juan Salvador Gaviota                                               | 2            | 0       |
| Serpico                                                             | 2            | 0       |
| Ultimo tango a Parigi (El último tango en París)                    | 2            | 0       |